# Joël Battaglione
Joël Battaglione est un footballeur français né à Hyères le 17 mai 1953 et mort le 21 octobre 2016 à Toulon. Il évoluait au poste d'attaquant.

## Biographie
Joël Battaglione a joué 42 matchs en Division 2, sous les couleurs de Cannes puis de Montpellier.